# مقاطعة ساندوفال (نيومكسيكو)
مقاطعة ساندوفال (بالإنجليزية: Sandoval County)‏ هي إحدى مقاطعات ولاية نيومكسيكو في الولايات المتحدة الأمريكية.